# Book Tower
La Book Tower est un gratte-ciel de bureaux de 145 mètres de hauteur (hauteur du toit) construit à Détroit de 1916 à 1926 dans un Style Beaux-Arts. 

## Description
Le premier et le deuxième étage sont consacrés aux commerces et à une galerie, les étages du 3e au 36e sont des bureaux, et les deux plus hauts étages (37e et 38e) sont des étages techniques.
La Book Tower faisait partie du projet Washington Boulevard redevelopment mené par J. Burgess Book, Jr. et ses frères qui a transformé un district délabré de Détroit en l'une des rues les plus à la mode du monde. Planifié par l'architecte Edward H. Bennett de Chicago suivant les principes du City Beautiful movement ce projet a été réalisé de 1916 à 1930.
L'architecte est Louis Kamper qui a conçu l'immeuble dans un style Beaux-Arts. Le toit de l'immeuble est en cuivre, les façades sont recouvertes de calcaire[Quoi ?].
À son achèvement en 1926 c'était le plus haut immeuble de Détroit, jusqu'en 1928 ou il fut surpassé par le Penobscot Building.
Parmi le caractéristiques remarquables de l'immeuble figurent douze caryatides nues qui supportent la corniche et un hall d'entrée de trois étages.
La surface de plancher de l'immeuble est de 118,571 m2.
Le bâtiment est actuellement fermé quand le dernier occupant Bookies Downtown Tavern a fermé ses portes le 5 janvier 2009 du fait de l'incapacité du propriétaire AKNO Enterprises de Vancouver (Canada) de payer les frais d'entretien.
En octobre 2009 la société Key Investment Group a annoncé des plans pour transformer l'immeuble en 260 appartements verts avec aussi des espaces commerciaux.